# Prenda (derecho romano)
En el derecho romano, la prenda, pignus o empeño es un tipo de los llamados préstamos pretorios (por oposición a los préstamos civiles). Consiste en la entrega en garantía de una cosa del deudor —que es, a la vez, pignorante—, al acreedor —que pasa a ser acreedor pignoraticio— para que la retenga hasta que se extinga la obligación, propia o ajena, que se garantiza. En cuanto préstamo en garantía, supone la existencia de una obligación para el acreedor pignoraticio: la de restituir la prenda en caso de que el deudor o pignorante extinga la obligación. Sin embargo, el hecho de quedar la prenda en poder del acreedor pignoraticio hace nacer en favor de éste varios derechos sobre la cosa, entre ellos, un derecho de persecución, por lo que hablamos de un derecho real de garantía.
Con la voz pignus (prenda), se abarca tanto el negocio jurídico de entregar la cosa, así como la cosa pignorada misma y el derecho real que constituye.

## Derecho real
La naturaleza real del derecho de prenda romano puede ser vista desde varias perspectivas.
En primer lugar se le considera un derecho real en razón de los interdictos y acciones (in rem) que se conceden al acreedor pignoraticio. En primer término, el pretor le concedió los interdictos posesorios, a fin de que defendiera la posesión que adquiría sobre la cosa. Esta posesión es interdictal, porque la civil la retenía el deudor o pignorante; incluso, podía usucapir la cosa mientras ésta se encontraba en poder del acreedor.
Otras facultades del acreedor pignoraticio respecto de la cosa y que le son asignadas en virtud de pactos son las siguientes:
1. Derecho de vender la prenda
2. Derecho de comiso
3. Derecho de percibir los frutos.

## Contenido
El contenido del derecho de prenda puede resumirse como una facultad limitada de aprovechamiento de la cosa que actúa como medio coactivo para el pago de una deuda anterior. Implica la posesión natural lícita, esto es, no implica uso, goce ni mucho menos disposición. No obstante, esta tenencia podía ampliarse mediante pactos.
Como derecho, no se extinguía con la muerte, es decir, se transmitía a los herederos de las partes.
El pignorante conservaba el dominio civil de la cosa, e incluso seguían corriendo los plazos de la usucapión, pero solo podía recuperarla una vez cumplida la obligación principal.

## Obligaciones de las partes
Dentro de este negocio las obligaciones eran unilaterales. El pignoratario debía conservar y restituir la cosa una vez cumplida la obligación que garantizaba. Además, debía soportar los gastos ordinarios y responder por dolo, culpa y hurto. 

## Protección
Existió una acción in factum, la actio pigneraticia, a favor del pignorante, dirigida contra el pignoratario. En época clásica la existencia de esta acción fomentó los préstamos, al otorgar la seguridad de recuperar la cosa.
Fórmula La fórmula que el pretor otorgaba al pignorante versaba como la siguiente:
Si resulta que (pignorante) entregó a (pignoratario) tal cosa en prenda en razón de una deuda, deuda que fue pagada y la cosa no restituida, condena juez a (pignoratario) a pagar a (pignorante) tanto cuanto valga la cosa al momento de la sentencia, si no resulta absuelve.
El pignoratario, por su parte, podía pedir la restitución a los gastos extraordinarios mediante la actio negotiorum gestorum, y recuperar la cosa con la actio pigneraticia contraria.

## Pactos accesorios
Mediante los pactos accesorios de la prenda las atribuciones del pignoratario podían ampliarse, o podían acordarse condiciones distintas para el negocio.
- Pacto de Hipoteca: Mediante este pacto la cosa quedaba afectada por una prenda sin desplazamiento, lo cual significa que el pignorante podía conservar la tenencia de la cosa. Si no cumplía la obligación principal el pignoratario podía perseguir la cosa para hacerse de ella mediante la actio pigneraticia contraria.

- Pacto de Vendendo: Con la celebración de este pacto entre las partes, el pignoratario podía vender la cosa prendada y aplicar su precio al pago de la deuda principal bajo condición de restituir el sobrante en caso de haberlo. En época postclásica se entendió que la posibilidad de pagarse con el precio era parte de la prenda misma, pero de todas formas se pactaba para que existiese acción.

- Pacto de Anticresis: Si las partes celebraban este pacto, se facultaba al pignoratario para percibir los frutos que la cosa pudiese rendir, pagándose así los intereses. Luego este mismo se amplió de manera que los frutos podían percibirse con la finalidad única de pagar la deuda principal.

- Lex Comisoria: Ésta permitió pactar que si no se pagaba la deuda en su momento, el pignoratario se adueñaba de la cosa, renunciándose a la acción personal correspondiente.

- Pacto de Retroventa: Este pacto fue prohibido por Constantino I por vil. Consistía en acordar que la cosa se consideraba vendida al pignoratario, y el pignorante sólo podía recuperarla posteriormente pagando un precio más alto que el valor real de la cosa.

## Extinción de la prenda
El derecho de prenda caducaba por las siguientes causas: 
- Cumplimiento de la obligación principal.
- Caución en que el deudor se obligaba de otra manera a cumplir, como con fianzas.
- Renuncia mediante un pacto en el cual se extinguía la prenda, otorgando la Exceptio Pacti al pignorante para hacerlo operativo.
- Confusión de titularidad entre las partes.
- Destrucción o especificación de la cosa pignorada.
- Venta de la cosa. En virtud del Pacto de Vendendo, el comprador la adquiere sin calidad de prenda.
- Longi Temporis Praescriptio en provincias. Si cosa estaba en manos de un tercero por 10 a 20 años haciendo imposible su persecución.
- Remisión tacita de la prenda, como por autorización la venta de la cosa sin pacto de vendendo, etc.